# 5443 Encrenaz
Az 5443 Encrenaz (ideiglenes jelöléssel 1991 NX1) a Naprendszer kisbolygóövében található aszteroida. Henry Holt fedezte fel 1991. július 14-én.